# ホン・ヤンヤン
ホン・ヤンヤン（熊欣欣、シャン・シンシン、1962年2月25日 - ）は、香港の俳優、アクション監督、スタントマン。

## 来歴
広西チワン族自治区生まれ。12歳から広西武術隊で武術を学び教官となるが、1983年の『阿羅漢』でジェット・リーのスタントを務めたことが縁となり、1986年にスタントマンとして香港映画界に入る。
映画『ワンス・アポン・ア・タイム・イン・チャイナ/天地黎明』撮影中に骨折したジェット・リーのダブルをこなし、次回作の『ワンス・アポン・ア・タイム・イン・チャイナ/天地大乱』で、中盤のクライマックスの悪役・クン大師に抜擢される。以降の『ワンス・アポン・ア・タイム・イン・チャイナ』シリーズでは鬼脚七役としてレギュラーとなり、以後もツイ・ハーク作品で重用されるようになる。
その後も、ツイ・ハーク、ジェット・リー作品を中心に、数々の映画で出演・アクション監督で活躍。海外においても、三銃士にワイヤーアクションをさせる『ヤング・ブラッド』、デニス・ロッドマンの『サイモン・セズ』、日本映画『発狂する唇』でアクション監督を務めている。
トレードマークはスキンヘッド。妻は元女優の蔡嘉利。

## 出演作

### 映画
- タイガー・オン・ザ・ビート2（1990年）
- ワンス・アポン・ア・タイム・イン・チャイナ 天地黎明（1991年）
- ワンス・アポン・ア・タイム・イン・チャイナ 天地大乱（1992年）
- ドラゴン・イン/新龍門客棧（1992年）
- 霊幻道士6 史上最強のキョンシー登場!!（1992年）
- ワンス・アポン・ア・タイム・イン・チャイナ 天地争覇（1993年）
- ワンス・アポン・ア・タイム・イン・チャイナIV/天地覇王（1993年）
- ワンス・アポン・ア・タイム・イン・チャイナ/天地雷鳴（1993年）
- ワンス・アポン・ア・タイム・イン・チャイナV/天地撃攘（1993年）
- ファントム・セブン 香港機動警察（1994年）
- 金玉満堂/決戦!炎の料理人（1995年）
- ブレード/刀（1995年）
- 少林キッズ（1995年）
- 恋する天使（1996年）
- ブラック・マスク（1996年）
- ダブルチーム（1997年）
- ワンス・アポン・ア・タイム・イン・チャイナ&アメリカ 天地風雲（1997年）
- スティル・ブラック（1998年）
- サイモン・セズ（1999年）
- バタフライ・ラヴァーズ（2008年）
- 霊幻戦士キョンシーズ（2010年）
- ソード・ロワイヤル（2010年）
- 新少林寺/SHAOLIN（2011年）
- 秋瑾 〜競雄女侠〜（2011年）
- TAICHI/太極 ゼロ（2012年）
- イップ・マン 最終章（2013年）
- カンフーリーグ（2018年）
- ジェイド・ダイナスティ 破壊王、降臨。（2019年）
- 少林寺 怒りの金剛拳（2021年）
- カンフースタントマン 龍虎武師（2021年）

### テレビドラマ
- 精武門（1995年）
- ワンス・アポン・ア・タイム・イン・チャイナ 辛亥革命（1996年）兼武術指導
- ワンス・アポン・ア・タイム・イン・チャイナ 理想年代（1996年）兼演出/アクション監督
- 新・少林寺I　天下争覇の巻（1999年）

## アクション監督・武術指導
- 痩虎肥龍（1990年）
- タイガー・オン・ザ・ビート2（1990年）
- 発狂する唇（1999年）
- ドリフト（2000年）
- ヤング・ブラッド（2001年）
- セブンソード（2005年）
- ジェイド・ダイナスティ 破壊王、降臨。（2019年）